# Enypia eddyi
Enypia eddyi är en fjärilsart som beskrevs av Barnes och Benjamin 1929. Enypia eddyi ingår i släktet Enypia och familjen mätare. Inga underarter finns listade i Catalogue of Life.